# Ioniță Caloian
Ioniță Caloian, numit și „Omorâtorul de romei (greci)” (în bulgară Калоян Ромеоубиец), (n. 1168 – d. 8 octombrie 1207), a fost țar de al celui de al doilea Țarat Bulgar între anii 1197 și 1207. El a fost cel de al treilea frate al celor care au restaurat țaratul, Petru și Asan, eliberându-l de sub stăpânirea bizantină. Lui Ioniță Caloian îi revine meritul de a fi reușit să stabilizeze puterea centrală după asasinarea celor doi frați ai săi și totodată de a fi extins granițele țaratului, asigurându-i poziția de principală putere în Balcani, în principal în detrimentul Imperiului Latin de Constantinopol.

## Numele
Supranumele de Caloian (în limba latină, Caloiohannes), tradus ca "Ioan cel Frumos" sau "Ioan cel Bun" derivă din limba greacă: Kaloiōannēs reprezentând o formă devenită standard pentru unii împărați bizantini având numele de "Ioan" (Iōannēs) în perioada comnenă, dar mai ales ulterior.
Celălalt nume, Ioniță sau Ioannitsa (Йоаница, Ioannica) reprezintă un simplu diminutiv pentru Ioan. Numele de Ioniță Caloian este cel utilizat de istoriografia română modernă.
În privința bizantinilor, aceștia preferau să îl numească în secret pe țarul bulgar sub porecla de Skyloïōannēs ("Câinele Ioan").

## Viața și domnia
Românul (vlahul) Caloian s-a născut în anul 1168. El a fost fratele mai tânăr și totodată urmașul lui Petru și al lui Ioan Asan I, din cadrul noii dinastii românești a Asăneștilor. În 1187, în timpul disputelor dintre frații săi și Imperiul Bizantin, a fost luat ca ostatec la Constantinopol, de unde a reușit să evadeze, astfel încât a revenit în Bulgaria în 1189. După ce frații săi au fost asasinați pe rând de către boierul Ivanco, Ioniță Caloian a reușit să îi îndepărteze pe conspiratori și să devină conducător al Regatului "vlahilor și bulgarilor"
Caloian a continuat politica agresivă a predecesorilor săi îndreptată împotriva Bizanțului, mergând până la a încheia o alianță cu asasinul fraților săi, vlahul Ivanco (Ivanko) care între timp intrase în serviciul bizantinilor și devenise guvernator de Philippopolis în numele împăratului Isaac al II-lea Angelos. Un alt aliat al lui Caloian a fost vlahul Dobromir Hriz (Chrysos), care stăpânea regiunea Strumița din Macedonia. Coaliția a fost rapid dizolvată, în condițiile în care trupele bizantine i-au înfrânt atât pe Ivancu, cât și pe Dobromir Chrysos. Cu toate acestea, Caloian a reușit să cucerească Konstanteia (astăzi, Simeonovgrad) în Tracia și Varna de la bizantini în 1201, precum și cea mai mare parte a Macedoniei în 1202.

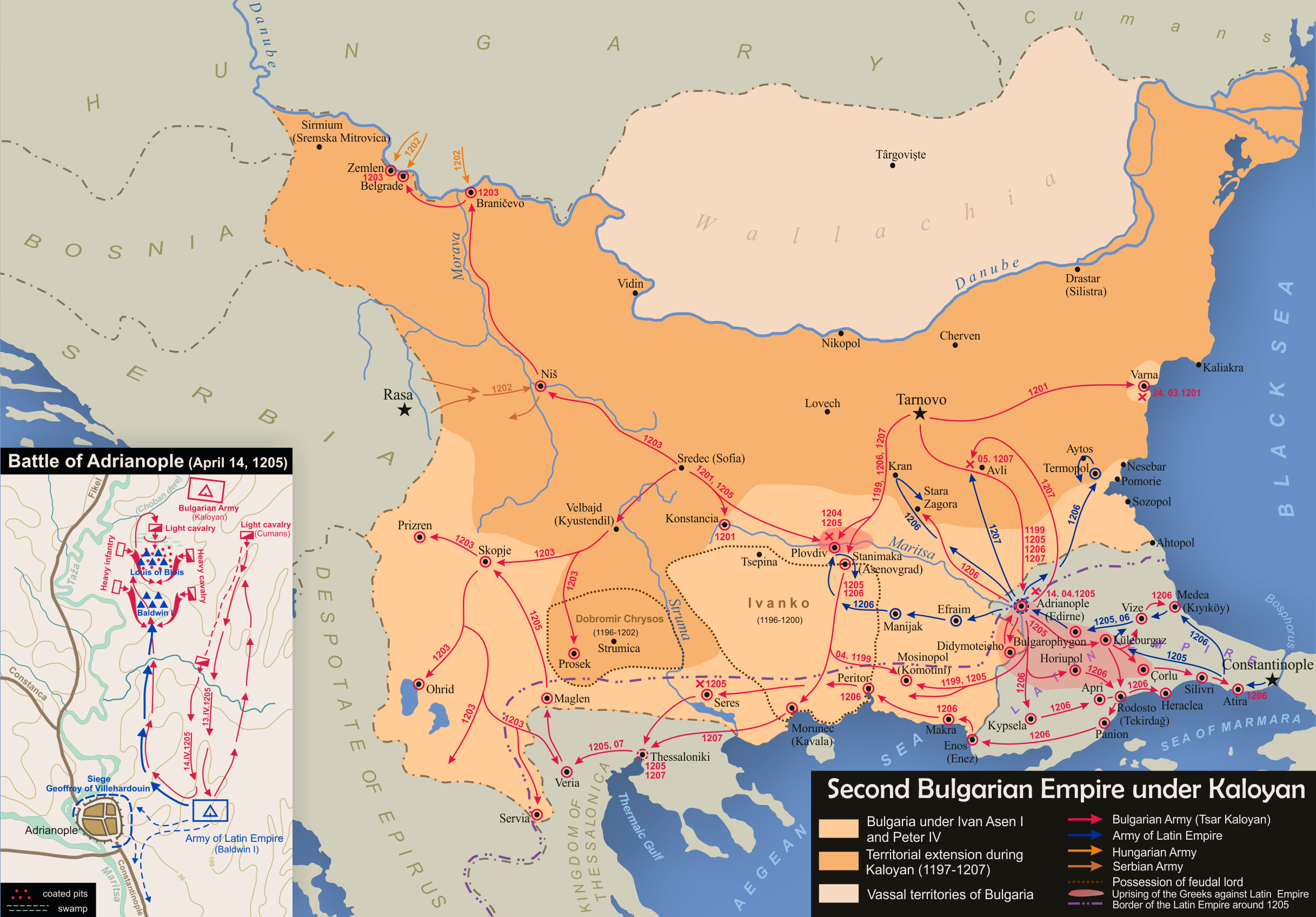
Bulgaria sub domnia lui Caloian (1197-1207)

În anul 1202, regele Emeric al Ungariei a invadat Țaratul vlahilor și bulgarilor, cucerind regiunile Belgrad, Braničevo (astăzi, Castelu) și Naissus, pe care le-a atribuit protejatului său la tronul Serbiei, Vukan Nemanjić). Caloian a răspuns cu un atac rapid în 1203, restaurându-l la putere pe fratele lui Vukan, Stefan Nemanjić în Serbia, după înfrângerea trupelor maghiare. O stare de război a continuat să persiste între Ungaria și Țaratul vlaho-bulgar (catolic), fiind nevoie de intermedierea papei Inocențiu al III-lea pentru a se ajunge la un acord.
Papa Inocențiu al III-lea începuse un șir impresionant de schimburi de epistole cu Caloian încă din 1199, invitându-l să se ralieze Bisericii Catolice.
Dornic să poarte titlul imperial și să restaureze prestigiul, bogăția și stăpânirile din timpul Primului Țarat Bulgar, Caloian a ridicat în 1202 problema trimiterii de către Statul Papal a coroanei imperiale și a sceptrului care fuseseră purtate de către conducătorii Simeon I, Petru I și Samuil. În privința aderării la catolicism, Caloian a lăsat chestiunea deschisă, acceptând Nunțiul papal trimia de papa Inicențiu al III-lsa ca singur consilier. 
De asemensa, Ioniță Caloian a solicitat Papei recunoașterea titlului patriarhal pentru conducătorul Bisericii bulgare. Nedorind să ducă până acolo concesiile, papa Inocențiu l-a trimis in Bulgaria pe cardinalul Leon cu misiunea de a-l numi pe arhiepiscopul Vasile de Turnu doar ca primat al valahilor și bulgarilor, iar pentru Ioniță Caloian a rezervat doar coroana regală, cu titulatura de Rex Bulgarorum et Blachorum (rex Bulgarie et Blachie), iar nu pe cea imperială. Forțând nota, Caloian i-a răspuns suveranului pontif, mulțumindu-i pentru încoronarea imperială și pentru numirea patriarhului, făcându-se astfel că nu înțelege rangul la care îl ridicase papalitatea. De asemenea, regele bulgar îl asigura pe Inocențiu al III-lea că este dornic să îmbrățișeze ritul catolic.

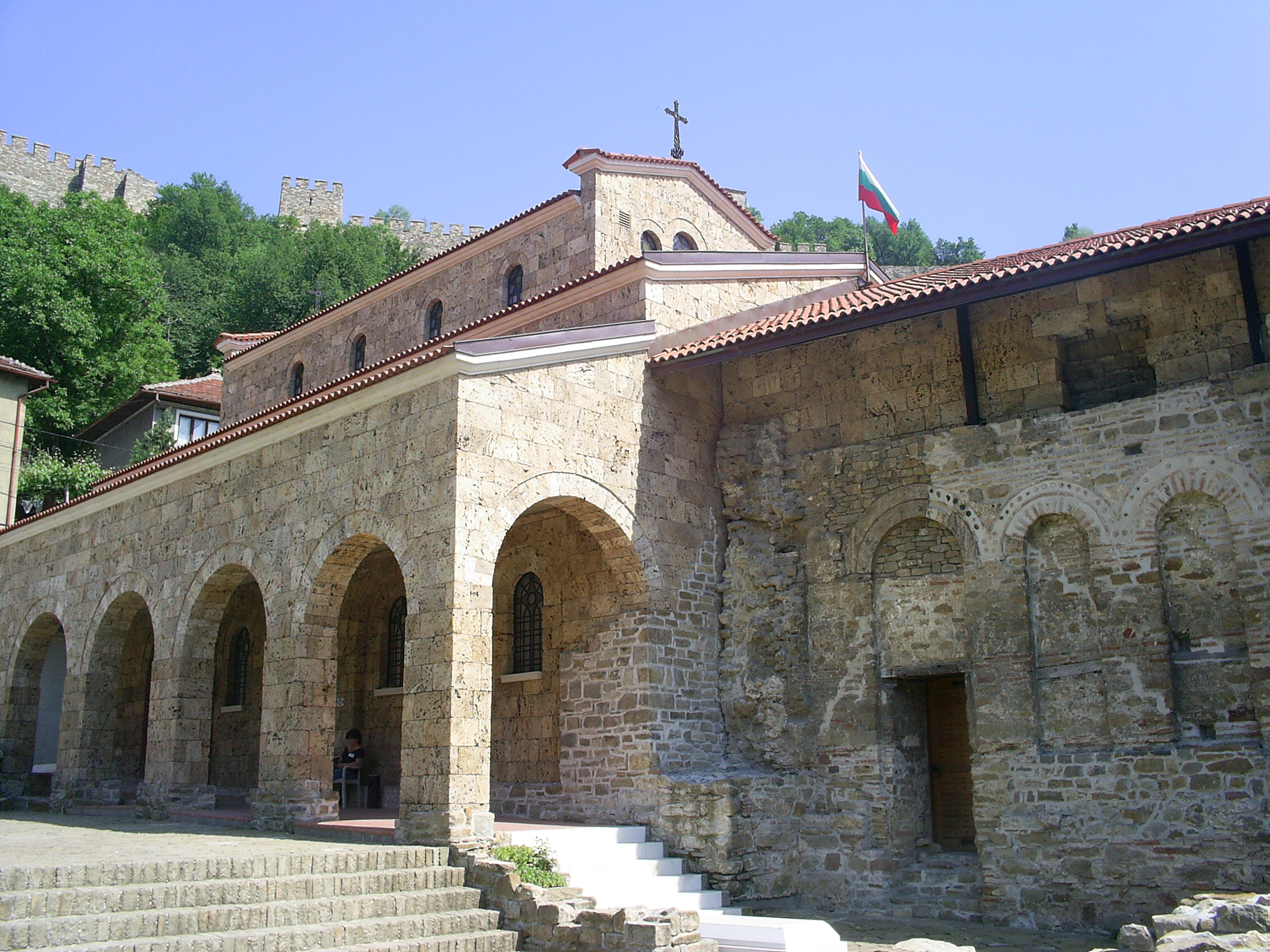
Biserica celor 40 de Martiri, Veliko Tarnovo, Bulgaria.

Imediat după aceea, în contextul desfășurării Cruciadei a patra și a constituirii în 1204 a Imperiului Latin la Constantinopol de către cruciați, Ioniță Caloian și-a oferit serviciile, propunând o alianță noului conducător de la Constantinopol, împăratul Balduin I. Oferta sa a fost refuzată de către cruciați, Imperiul Latin exprimându-și intenția de a-și impune dominația asupra tuturor teritoriilor care au făcut vreodată parte din Imperiul Bizantin, așadar și asupra celor stăpânite de către țarul româno-bulgar. Conflictul mocnit dintre cele două puteri a fost precipitat de către aristocrația grecofilă din Tracia, care s-a revoltat împotriva latinilor în 1205 și l-a chemat în ajutor tocmai pe Ioniță Caloian, promițând acestuia supunere.
Împăratul Balduin I a început să supună autorității sale cetățile răsculate ale grecilor și a început să asedieze Adrianopolul. În acel moment, potrivit descrierii cronicarului cruciat Villehardouin, „Ioniță, rege al Bulgariei, a sosit pentru a sprijini Adrianopolul cu foarte mare armată, pentru că el aducea cu sine valahi și bulgari și 14.000 de cumani care nu fuseseră niciodată botezați” (Villehardouin, 93). În 14 aprilie 1205, trupele de valahi și cumani ale lui Ioniță au reușit să atragă cavaleria grea a latinilor într-o ambuscadă în mlaștinile de la nord de Adrianopol, provocând cruciaților o înfrângere categorică. Balduin I a fost capturat, iar unul dintre liderii cruciați, Ludovic I de Blois a căzut în luptă. Pe parcursul aceluiași an, Caloian i-a înfrânt pe cruciații demoralizați și la Serres și a capturat [[Plovdiv|Philippopolis, intrând în posesia celei mai mari părți din stăpânirile latine din Tracia și Macedonia.
În pofida faptului că apelase la sprijinul lui Ioniță Caloian și că se bucurase de succesele antilatine ale acestuia, aristocrația bizantină a început în curând să conspire împotriva țarului românilor și bulgarilor. Caloian și-a schimbat tactica de îndată și s-a întors și el împotriva foștilor săi aliați, provocând adevărate măceluri asupra populației grecești, adoptând porecla de Rōmaioktonos ("Ucigătorul de romei"), în contrapartidă față de cognomenul de Boulgaroktonos ("Ucigătorul de bulgari") adoptat la începutul secolului al XI-lea de către împăratul Vasile al II-lea al Bizanțului, în vremea în care acesta din urmă punea capăt existenței primului țarat bulgar.
La 31 ianuarie 1206, Ioniță a obținut o nouă victorie asupra latinilor în confruntarea de la Rusion, consecința fiind cucerirea orașului Dimotika. În mod repetat, trupele româno-bulgare provocau ravagii asupra Traciei, inclusiv asupra unor orașe importante, precum Herakleia sau Caenophrurion (astăzi, Çorlu), iar acțiunile lor conduceau la evacuarea unor orașe întregi, cum a fost cazul cu (astăzi, Tekirdağ). În timp, Caloian a ajuns să promoveze practica deportărilor de populații, conducând familii întregi în regiunile cele mai îndepărtate ale Bulgariei.

## Moartea

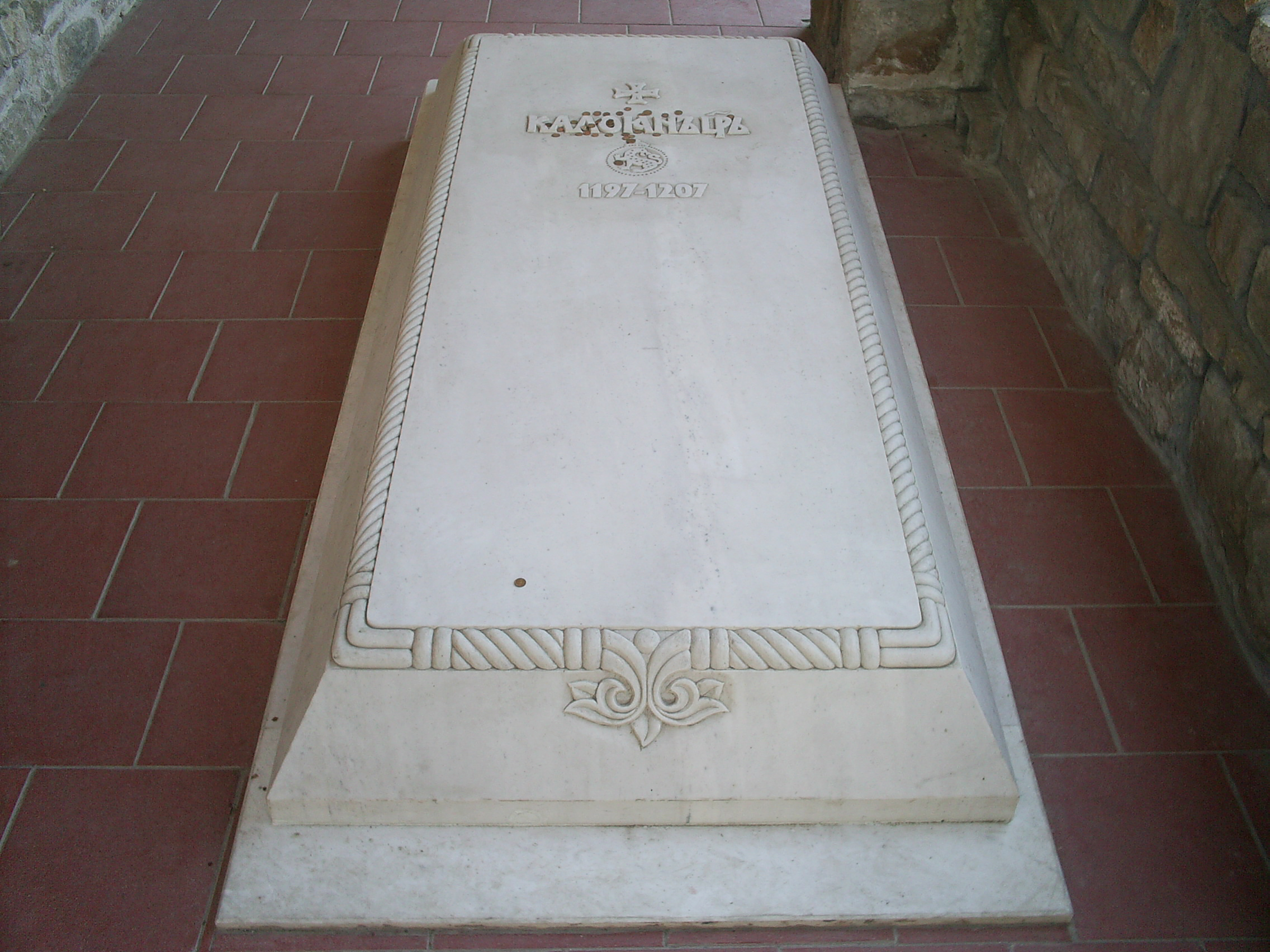
Mormântul lui Ioniță Caloian de la Veliko Tarnovo.

Caloian a asediat Adrianopolul în două rânduri, însă de fiecare dată a eșuat în încercarea de ocupare a orașului, ca urmare fie a retragerii cavaleriei cumane, fie a contraofensivei hotărâte a împăratului de Constantinopol, Henric I. În 1207, el a încheiat o alianță antilatină cu Theodor I Laskaris, conducătorul Imperiului bizantin de la Niceea. Pe parcursul aceluiași an, trupe ale lui Ioniță l-au atras într-o ambuscadă pe Bonifaciu de Montferrat, regele cruciat al Salonicului, care și-a pierdut viața (4 septembrie 1207). Căutând să profite de pe urma acestui eveniment, Caloian s-a îndreptat cu toate forțele sale către Salonic și a început asediul, însă a fost asasinat de către unul dintre comandanții cumani din armată, Manastăr, la începutul lunii octombrie.

## Imaginea
Sursele care se referă la domnia lui Ioniță Caloian aparțin în covârșitoare majoritate celor aflați în taberele adversare lui (bizantine și latine) și, ca urmare, este de înțeles tendința de a încerca să îi construiască o imagine nefavorabilă, accentuând brutalitatea și cruzimea țarului bulgaro-vlah.
În fapt, anii în care Caloian a domnit coincid cu o perioadă de creștere și ascensiune politică a statului bulgar, care și-a extins atât frontierele, cât și puterea și influența în Balcani.

## Familia
Ioniță Caloian a fost căsătorit cu Ana de Cumania, membră a aristocrației cumane. După asasinarea lui Caloian, aceasta l-a luat de bărbat pe cumnatul și succesorul său, Borilă.
Ioniță a avut o fiică, Maria de Bulgaria, probabil dintr-o necunoscută căsătorie anterioară. Căsătorindu-se cu împăratul latin Henric I pentru a întări alianța dintre Imperiul Latin și țarul Borilă, Maria a devenit astfel împărăteasă la Constantinopol. Aceeași Maria a fost suspectată că ar fi fost implicată în asasinarea împăratului Henric I, la 11 iunie 1216.